# Christian Kannike
Christian Kannike, eigentlich Kristian Mauer (* 10. Junijul. / 22. Juni 1863greg. in Gemeinde Maramaa, Kirchspiel Äksi; † 23. Februarjul. / 7. März 1891greg. ebenda) war ein estnischer Schriftsteller.

## Leben
Christian Kannike ging auf die Gemeindeschule in Maramaa und später auf die Kirchspielschule in Äksi. Später versuchte er in verschiedenen Berufen Fuß zu fassen, erkrankte jedoch und kehrte in sein Elternhaus zurück. 1888 ging er nach Tartu und arbeitete bei der Zeitung Eesti Postimees, ab 1890 in der Redaktion des Postimees. Sein Gesundheitszustand verschlechterte sich jedoch zusehends, und er starb bald darauf in seinem Elternhaus an Tuberkulose.

## Werk
Kannikes Geschichten und Gedichte erschienen seit 1885 in den beiden genannten Zeitungen, seit 1888 wurden sie auch in Büchern gebündelt verlegt. In teils humoristischem Ton behandelt der Autor Gegenwartsprobleme und nähert sich dabei dem Realismus an, wobei seinen früheren Werken jedoch Oberflächlichkeit vorgeworfen wird. Erst seine späteren Geschichten sind psychologischer angelegt, und mit seiner Darstellung eines Nachbarschaftsstreits „eröffnete Kannike den Reigen zu einem Lieblingsmotiv der estnischen Literatur“, das später beispielsweise von Juhan Liiv, Kaarel Krimm und Jakob Mändmets fortgesetzt wurde.

## Bibliografie
- Möldri saladus ('Das Geheimnis des Müllers'). Tartu: K. A. Hermann 1888. 108 S.
- Tundmuste wangis ('Im Gefängnis der Gefühle'). Tartu: K. A. Hermann 1888. 80 S.
- Eksiteel ('Auf Abwegen'). Tallinn: K. Busch 1890. 115 S.
- Raamat mida kõigil 'pole tarwis lugeda ('Ein Buch, das nicht alle lesen müssen'). Tallinn: K. Busch 1890. 62 S.
- Ch. Kannikese teuste täieline kogu ('Vollständige Sammlung von C.K.s Werk'). Kokku korjanud ja wälja annud M. Neumann. Tallinn: M. Neumann 1904. 764 S.